# Aeroport de la Ciutat de Belfast
|  | Per a altres significats, vegeu «Aeroport Internacional de Belfast». |

L'Aeroport de la Ciutat de Belfast George Best (Aerfort Chathair Bhéal Feirste en gaèlic irlandès i Belfast City Airport en anglès) és un aeroport que dona servei a la ciutat de Belfast i està situat a 5 km a l'est de la capital nord-irlandesa.

## Aerolínies i destinacions
| Aerolínies | Destinacions |
| ---------- | --- |
| BMI        | Londres-Heathrow |
| Bmibaby    | Alacant, Amsterdam, Birmingham, East Midlands, Faro, Màlaga, Londres-Stansted De temporada: Ginebra, Illa d'Eivissa, Menorca, Palma |
| Flybe      | Aberdeen, Birmingham, Bristol, Cardiff, East Midlands, Edimburg, Exeter, Glasgow-Internacional, Inverness, Leeds/Bradford, Londres-Gatwick, Manchester, Newcastle upon Tyne, París-Charles de Gaulle, Southampton De temporada: Bergerac, Chambèri, Grenoble, Jersey, Memmingen, Rennes, Salzburg, Verona |
| Loganair   | Dundee |
| Manx2      | Anglesey, Blackpool, Gloucester, Illa de Man |